# NGC 74
NGC 74 est une galaxie spirale. Cette galaxie située dans la constellation d'Andromède. NGC 74 a été découverte en 1855 par l'astronome irlandais R. J. Mitchell en 1855.

## Caractéristiques
Sa vitesse par rapport au fond diffus cosmologique est de 6 761 ± 33 km/s, ce qui correspond à une distance de Hubble de 99,7 ± 7,0 Mpc (∼325 millions d'al).
Le professeur Seligman classe cette galaxie comme lenticulaire, mais l'image de l'étude SDSS montre clairement la présence de bras spiraux. De plus la présence d'un anneau autour de la galaxie n'est pas visible.

## Groupe de NGC 68
NGC 74 fait partie du groupe de NGC 68. Le groupe de NGC 68 contient au moins une quarantaine de galaxies, dont NGC 67, NGC 68, NGC 69, NGC 70, NGC 71 et NGC 72.